# Растија (Мачерата)
Растија (итал. Rastia) насеље је у Италији у округу Мачерата, региону Марке.
Према процени из 2011. у насељу је живело 26 становника. Насеље се налази на надморској висини од 404 м.